# Challenge Mallorca
Challenge Mallorca (oficjalnie Challenge Ciclista Mallorca) – seria kolarskich wyścigów jednodniowych, rozgrywanych na Majorce w Hiszpanii na przełomie stycznia i lutego. Zaliczane są one do cyklu UCI Europe Tour, w którym posiadają kategorię 1.1.
Mimo że wyścigi odbywają się dzień po dniu, nie są wyścigiem wieloetapowym. Dzięki temu drużyny przygotowujące się do sezonu mogą dokonywać zmian w składach w poszczególnych dniach. Zwycięzcę klasyfikacji generalnej łączącej wszystkie wyścigi wyłaniano do 2009.

## Zwycięzcy klasyfikacji generalnej
- 2009	Antonio Colom  Hiszpania
- 2008	Philippe Gilbert  Belgia
- 2007	Luis León Sánchez  Hiszpania
- 2006	David Bernabeu  Hiszpania
- 2005	Alejandro Valverde  Hiszpania
- 2004	Antonio Colom  Hiszpania
- 2003	Alejandro Valverde  Hiszpania
- 2002	Francisco Cabello  Hiszpania
- 2001	Mathew Hayman  Australia
- 2000	Francisco Cabello  Hiszpania
- 1999	José Luis Rebollo  Hiszpania
- 1998	Léon van Bon  Holandia
- 1997	Laurent Jalabert  Francja
- 1996	Francisco Cabello  Hiszpania
- 1995	Alex Zülle  Szwajcaria
- 1994	David García Marquina  Hiszpania
- 1993	Laurent Jalabert  Francja
- 1992	Javier Murguialday  Hiszpania

## Zwycięzcy poszczególnych wyścigów

### Trofeo Palma de Mallorca[2]
| Rok  | Pierwsze          | Drugie                | Trzecie                       |
| ---- | ----------------- | --------------------- | ----------------------------- |
| 1992 | Kenneth Weltz     | Alfonso Gutiérrez     | Juan Carlos González Salvador |
| 1993 | Asiat Saitow      | Laurent Jalabert      | Tom Cordes                    |
| 1994 | Joan Llaneras     | David García          | Iñaki Gastón                  |
| 1995 | Adriano Baffi     | Samuele Schiavina     | Laurent Jalabert              |
| 1996 | Jeroen Blijlevens | Ángel Edo             | Jeremy Hunt                   |
| 1997 | Erik Zabel        | Laurent Jalabert      | Michael van der Wolf          |
| 1998 | Erik Zabel        | Robbie McEwen         | Jeremy Hunt                   |
| 1999 | Jeroen Blijlevens | Tom Steels            | Mario Cipollini               |
| 2000 | Óscar Freire      | Erik Zabel            | Paolo Bettini                 |
| 2001 | Erik Zabel        | Sven Teutenberg       | Tom Steels                    |
| 2002 | Isaac Gálvez      | Erik Zabel            | Thorsten Wilhelms             |
| 2003 | Isaac Gálvez      | Allan Davis           | Alejandro Valverde            |
| 2004 | Allan Davis       | Óscar Freire          | Erik Zabel                    |
| 2005 | Óscar Freire      | Isaac Gálvez          | Vicente Reynès                |
| 2006 | Isaac Gálvez      | Martin Elmiger        | Heinrich Haussler             |
| 2007 | Óscar Freire      | José Joaquín Rojas    | Giennadij Michajłow           |
| 2008 | Philippe Gilbert  | Graeme Brown          | Robert Förster                |
| 2009 | Gert Steegmans    | Robbie McEwen         | José Joaquín Rojas            |
| 2010 | Robbie McEwen     | Koldo Fernández       | Óscar Freire                  |
| 2011 | Tyler Farrar      | Francisco Ventoso     | Marcel Kittel                 |
| 2012 | Andrew Fenn       | André Schulze         | Aleksandr Porsiew             |
| 2013 | Kenny Dehaes      | Tyler Farrar          | Ben Swift                     |
| 2014 | Sacha Modolo      | Jens Debusschere      | Dylan Groenewegen             |
| 2015 | Matteo Pelucchi   | André Greipel         | Ben Swift                     |
| 2016 | André Greipel     | Nacer Bouhanni        | Dylan Page                    |
| 2017 | Daniel McLay      | Matteo Pelucchi       | Nacer Bouhanni                |
| 2018 | John Degenkolb    | Erik Baška            | Coen Vermeltfoort             |
| 2019 | Marcel Kittel     | Timothy Dupont        | Hugo Hofstetter               |
| 2020 | Matteo Moschetti  | Pascal Ackermann      | Andrea Pasqualon              |
| 2021 | André Greipel     | Alexander Kristoff    | Christophe Noppe              |
| 2022 | Arnaud De Lie     | Juan Sebastián Molano | Sasha Weemaes                 |
| 2023 | Ethan Vernon      | Biniam Girmay         | Jarne Van De Paar             |
| 2024 | Gerben Thijssen   | Alexander Kristoff    | Marijn van den Berg           |
| 2025 | Iúri Leitão       | Stanisław Aniołkowski | Erlend Blikra                 |

### Trofeo Manacor[3]
| Rok                      | Pierwsze           | Drugie                         | Trzecie                        |          |
| ------------------------ | ------------------ | ------------------------------ | ------------------------------ | -------- |
| Trofeo Manacor           |                    |                                |                                |          |
| 1992                     | Alfonso Gutiérrez  | Juan Carlos González Salvador  | Wadim Szabałkin                |          |
| 1993                     | Laurent Jalabert   | Asiat Saitow                   | Manuel Fernández Ginés         |          |
| 1994                     | José Ramón Uriarte | Mariano Rojas                  | David García Markina           |          |
| 1995                     | Samuele Schiavina  | Laurent Jalabert               | Adriano Baffi                  |          |
| 1996                     | Federico Colonna   | Jeremy Hunt                    | Rolf Aldag                     |          |
| 1997                     | Hendrik Van Dijck  | Erik Zabel                     | Tom Steels                     |          |
| 1998                     | Elio Aggiano       | Miguel Ángel Martín Perdiguero | Léon van Bon                   |          |
| 1999                     | Mario Cipollini    | Steven De Jongh                | Erik Zabel                     |          |
| 2000                     | Paolo Bettini      | Erik Zabel                     | Giuseppe Di Grande             |          |
| 2001                     | Erik Zabel         | Sven Teutenberg                | Robbie McEwen                  |          |
| 2002                     | Óscar Freire       | Isaac Gálvez                   | Erik Zabel                     |          |
| 2003                     | Isaac Gálvez       | Fabrizio Guidi                 | Erik Zabel                     |          |
| 2004                     | Allan Davis        | Erik Zabel                     | Danilo Hondo                   |          |
| 2005                     | Alejandro Valverde | Ronald Mutsaars                | Steven De Jongh                |          |
| Trofeo Pollença          |                    |                                |                                |          |
| 2006                     | David Bernabeu     | Julián Sánchez                 | Paolo Bettini                  |          |
| 2007                     | Thomas Dekker      | Władimir Gusiew                | Alberto Fernández de la Puebla |          |
| 2008                     | José Joaquín Rojas | Giovanni Visconti              | Philippe Gilbert               |          |
| 2009                     | Daniele Bennati    | Tom Leezer                     | Jérôme Pineau                  |          |
| Trofeo Magaluf-Palmanova |                    |                                |                                |          |
| 2010                     | André Greipel      | Koldo Fernández                | Manuel António Cardoso         |          |
| 2011                     | Murilo Fischer     | Óscar Freire                   | José Joaquín Rojas             |          |
| Trofeo Platja de Muro    |                    |                                |                                |          |
| 2013                     | Leigh Howard       | Maarten Wynants                | Davide Cimolai                 |          |
| 2014                     | Gianni Meersman    | Francisco Ventoso              | Ben Swift                      |          |
| Trofeo Andratx           |                    |                                |                                |          |
| 2015                     | Steve Cummings     | Alejandro Valverde             | Davide Formolo                 |          |
| 2016                     | Gianluca Brambilla | Michał Kwiatkowski             | Zdeněk Štybar                  |          |
| 2017                     | Tim Wellens        | Alejandro Valverde             | Tiesj Benoot                   |          |
| 2018                     | Toms Skujiņš       | Gregor Mühlberger              | Elmar Reinders                 |          |
| 2019                     | Emanuel Buchmann   | Tim Wellens                    | Bauke Mollema                  |          |
| 2020                     | Marc Soler         | Gregor Mühlberger              | Davide Villella                |          |
| 2021                     | Winner Anacona     | Vegard Stake Laengen           | Mikel Iturria                  |          |
| 2022                     | Alejandro Valverde | Brandon McNulty                | Aleksandr Własow               |          |
| 2023                     | Kobe Goossens      | Pelayo Sánchez                 | Lennert Van Eetvelt            |          |
| 2024                     | Pelayo Sánchez     | Marius Mayrhofer               | Aleksandr Własow               |          |
| 2025                     | odwołany           | odwołany                       | odwołany                       | odwołany |

### Trofeo Alcudia[4]
| Rok                | Pierwsze             | Drugie                        | Trzecie                        |
| ------------------ | -------------------- | ----------------------------- | ------------------------------ |
| Trofeo Alcudia     |                      |                               |                                |
| 1992               | Alfonso Gutiérrez    | Juan Carlos González Salvador | Manuel Jorge Domínguez         |
| 1993               | Alfonso Gutiérrez    | Asiat Saitow                  | Ángel Edo                      |
| 1994               | Asier Guenetxea      | Alfonso Gutiérrez             | Ángel Edo                      |
| 1995               | Jeroen Blijlevens    | Ángel Edo                     | Adriano Baffi                  |
| 1996               | Godert de Leeuw      | Rolf Aldag                    | Federico Colonna               |
| 1997               | Peter Van Petegem    | Erik Zabel                    | Erik Dekker                    |
| 1998               | Jeremy Hunt          | Robbie McEwen                 | Miguel Ángel Martín Perdiguero |
| 1999               | Claus Michael Møller | Francisco Cabello             | Erik Dekker                    |
| 2000               | Robbie McEwen        | Erik Zabel                    | Rubén Galván                   |
| 2001               | Michael Boogerd      | Fabian Jeker                  | Félix García Casas             |
| 2002               | Igor Flores          | Paolo Bettini                 | Francisco Cabello              |
| 2003               | Allan Davis          | Erik Zabel                    | Gerben Löwik                   |
| 2004               | Óscar Freire         | Erik Zabel                    | Allan Davis                    |
| 2005               | Óscar Freire         | Isaac Gálvez                  | Dimitri De Fauw                |
| Trofeo Cala Millor |                      |                               |                                |
| 2006               | Isaac Gálvez         | Robert Förster                | Paolo Bettini                  |
| 2007               | Vicente Reynès       | José Joaquín Rojas            | Tomas Vaitkus                  |
| 2008               | Graeme Brown         | Denis Flahaut                 | Gert Steegmans                 |
| 2009               | Robbie McEwen        | Graeme Brown                  | Guillaume Blot                 |
| 2010               | Óscar Freire         | André Greipel                 | Manuel António Cardoso         |
| 2011               | Tyler Farrar         | John Degenkolb                | Leigh Howard                   |
| Trofeo Migjorn     |                      |                               |                                |
| 2012               | Andrew Fenn          | Aleksandr Porsiew             | Matteo Pelucchi                |
| Trofeo Campos      |                      |                               |                                |
| 2013               | Leigh Howard         | Tyler Farrar                  | José Joaquín Rojas             |
| Trofeo Ses Salines |                      |                               |                                |
| 2014               | Sacha Modolo         | Ben Swift                     | Gianni Meersman                |
| 2015               | Matteo Pelucchi      | Elia Viviani                  | José Joaquín Rojas             |
| 2016               | André Greipel        | Sam Bennett                   | Edvald Boasson Hagen           |
| 2017               | André Greipel        | Jonas Van Genechten           | Daniel McLay                   |
| 2018               | John Degenkolb       | Sondre Holst Enger            | Jasper De Buyst                |
| 2019               | Jesús Herrada        | Guillaume Martin              | Bauke Mollema                  |
| 2020               | Matteo Moschetti     | Pascal Ackermann              | Jon Aberasturi                 |
| 2021               | André Greipel        | Alexander Kristoff            | Christophe Noppe               |
| 2022               | Biniam Girmay        | Ryan Gibbons                  | Giacomo Nizzolo                |
| 2023               | Marijn van den Berg  | Ethan Vernon                  | Biniam Girmay                  |
| 2024               | Paul Magnier         | Alberto Dainese               | Luke Lamperti                  |
| 2025               | Marijn van den Berg  | Anthony Turgis                | Erlend Blikra                  |

### Trofeo Calvia[5]
| Rok  | Pierwsze             | Drugie                   | Trzecie                |
| ---- | -------------------- | ------------------------ | ---------------------- |
| 1992 | Neil Stephens        | Carlos Hernández Bailo   | Fabrice Philipot       |
| 1993 | Federico Echave      | Pedro Delgado            | Laurent Jalabert       |
| 1994 | Alfonso Gutiérrez    | Laurent Jalabert         | Ołeh Czużda            |
| 1995 | Beat Zberg           | Alex Zülle               | Ángel Edo              |
| 1996 | Francisco Cabello    | Laurent Jalabert         | Ignacio García Camacho |
| 1997 | Tom Steels           | Erik Zabel               | Erik Dekker            |
| 1998 | Tom Steels           | Léon van Bon             | Peter Van Petegem      |
| 1999 | Francisco Cabello    | Erik Dekker              | Pietro Caucchioli      |
| 2000 | Elio Aggiano         | Giuseppe Palumbo         | Javier Otxoa           |
| 2001 | Robbie McEwen        | Erik Zabel               | Sven Teutenberg        |
| 2002 | Erik Dekker          | Matthé Pronk             | David Muñoz            |
| 2003 | Remmert Wielinga     | Gorka González           | Juan Antonio Flecha    |
| 2004 | Unai Etxebarria      | Bram de Groot            | Óscar Freire           |
| 2005 | Antonio Colom        | José Antonio Pecharromán | David de la Fuente     |
| 2006 | David Kopp           | Lorenzo Bernucci         | Iñaki Isasi            |
| 2007 | Unai Etxebarria      | Francisco Ventoso        | Murilo Fischer         |
| 2008 | Gert Steegmans       | Tomas Vaitkus            | Alejandro Valverde     |
| 2009 | Gerald Ciolek        | Edvald Boasson Hagen     | Marcel Sieberg         |
| 2010 | Rui Costa            | Joan Horrach             | José Iván Gutiérrez    |
| 2011 | José Joaquín Rojas   | Gorka Izagirre           | Juan José Cobo         |
| 2012 | Lars Petter Nordhaug | Rui Costa                | Sergio Henao           |
| 2021 | Ryan Gibbons         | Anthony Delaplace        | Rune Herregodts        |
| 2022 | Brandon McNulty      | Joël Suter               | Vincenzo Albanese      |
| 2023 | Rui Costa            | Louis Vervaeke           | Ben Healy              |
| 2024 | Simon Carr           | Aleksandr Własow         | Brandon McNulty        |
| 2025 | Jan Christen         | Christian Scaroni        | António Morgado        |

### Trofeo Sóller[6]
| Rok                        | Pierwsze                      | Drugie               | Trzecie                  |
| -------------------------- | ----------------------------- | -------------------- | ------------------------ |
| Trofeo Sóller              |                               |                      |                          |
| 1992                       | Juan Carlos González Salvador | Antonio Esparza      | Erik Dekker              |
| 1993                       | Laurent Jalabert              | Asiat Saitow         | Ángel Edo                |
| 1994                       | Ángel Edo                     | Alfonso Gutiérrez    | Herminio Díaz Zabala     |
| 1995                       | Laurent Jalabert              | Adriano Baffi        | Asiat Saitow             |
| 1996                       | Francisco Cabello             | Laurent Jalabert     | Ignacio García Camacho   |
| 1997                       | Laurent Jalabert              | Francisco Benítez    | Alex Zülle               |
| 1998                       | Tom Steels                    | Léon van Bon         | Andreas Klier            |
| 1999                       | Mario Cipollini               | Robbie McEwen        | Tom Steels               |
| 2000                       | Francisco Cabello             | Pedro Horrillo       | Erik Zabel               |
| 2001                       | Mathew Hayman                 | Erik Zabel           | Robbie McEwen            |
| 2002                       | Óscar Freire                  | Tom Steels           | Erik Zabel               |
| 2003                       | Alaksandr Usau                | Isaac Gálvez         | Erik Zabel               |
| 2004                       | Alejandro Valverde            | David Blanco         | Rubén Plaza              |
| 2005                       | Alejandro Valverde            | Ricardo Serrano      | Aitor Pérez              |
| 2006                       | Paolo Bettini                 | Antonio Colom        | David Bernabeu           |
| 2007                       | Antonio Colom                 | Luis León Sánchez    | Alberto Contador         |
| 2008                       | Philippe Gilbert              | Sebastian Langeveld  | Maarten Wynants          |
| Trofeo Inca                |                               |                      |                          |
| 2009                       | Antonio Colom                 | Edvald Boasson Hagen | Jérôme Pineau            |
| 2010                       | Linus Gerdemann               | Rafael Valls         | Manuel Vázquez Hueso     |
| 2011                       | Ben Hermans                   | Arkaitz Durán        | Xavier Tondó             |
| Trofeo Serra de Tramuntana |                               |                      |                          |
| 2013                       | Alejandro Valverde            | Sergio Henao         | Robert Gesink            |
| 2014                       | Michał Kwiatkowski            | Edvald Boasson Hagen | Francesco Gavazzi        |
| 2015                       | Alejandro Valverde            | Tim Wellens          | Leopold König            |
| 2016                       | Fabian Cancellara             | Michał Kwiatkowski   | Tiesj Benoot             |
| 2017                       | Tim Wellens                   | Louis Vervaeke       | Vicente García de Mateos |
| 2018                       | Tim Wellens                   | Gianni Moscon        | Alejandro Valverde       |
| 2019                       | Tim Wellens                   | Emanuel Buchmann     | Alejandro Valverde       |
| 2020                       | Emanuel Buchmann              | Alejandro Valverde   | Gregor Mühlberger        |
| 2021                       | Jesús Herrada                 | Jonathan Lastra      | Héctor Carretero         |
| 2022                       | Tim Wellens                   | Alejandro Valverde   | Simon Clarke             |
| 2023                       | Kobe Goossens                 | Lennert Van Eetvelt  | Ilan Van Wilder          |
| 2024                       | Lennert Van Eetvelt           | Aleksandr Własow     | Brandon McNulty          |
| 2025                       | Florian Stork                 | Martin Marcellusi    | Markus Hoelgaard         |